# Japa
Japa är en hinduisk form av religiös tillbedjan genom upprepandet av gudomens namn, vilket kan ske högt eller genom att forma namnet med läpparna.
Till stöd för upprepandet av gudomens namn användes ibland ett radband kallat japamala. Att upprepa guds namn kallas också att "chanta" eller recitera. När man utför japa så använder man ofta ett mantra. Det kan till exempel vara att säga aum namah shivaya på utandningen för varje kula i radbandet medan man tänker samma mantra på inandningen. En viktig aspekt av japa är att lyssna på det mantra man uttalar.